# سابين إنجليرت
سابين إنجليرت (بالألمانية: Sabine Englert)‏ (27 نوفمبر 1981 في ألمانيا - ) هي لاعبة كرة يد ألمانية في مركز حارس مرمى (كرة قدم). شاركت في الألعاب الأولمبية الصيفية 2008. ولعبت مع Ikast Håndbold ‏.

## وصلات خارجية
- سابين إنجليرت على موقع الاتحاد الأوروبي لكرة اليد (الإنجليزية)
- سابين إنجليرت على موقع اللجنة الأولمبية الدولية (الإنجليزية)
- سابين إنجليرت على موقع أوليمبيديا (الإنجليزية)